# Santuario mariano
Il santuario mariano è un luogo dedicato al culto di Maria, madre di Gesù.

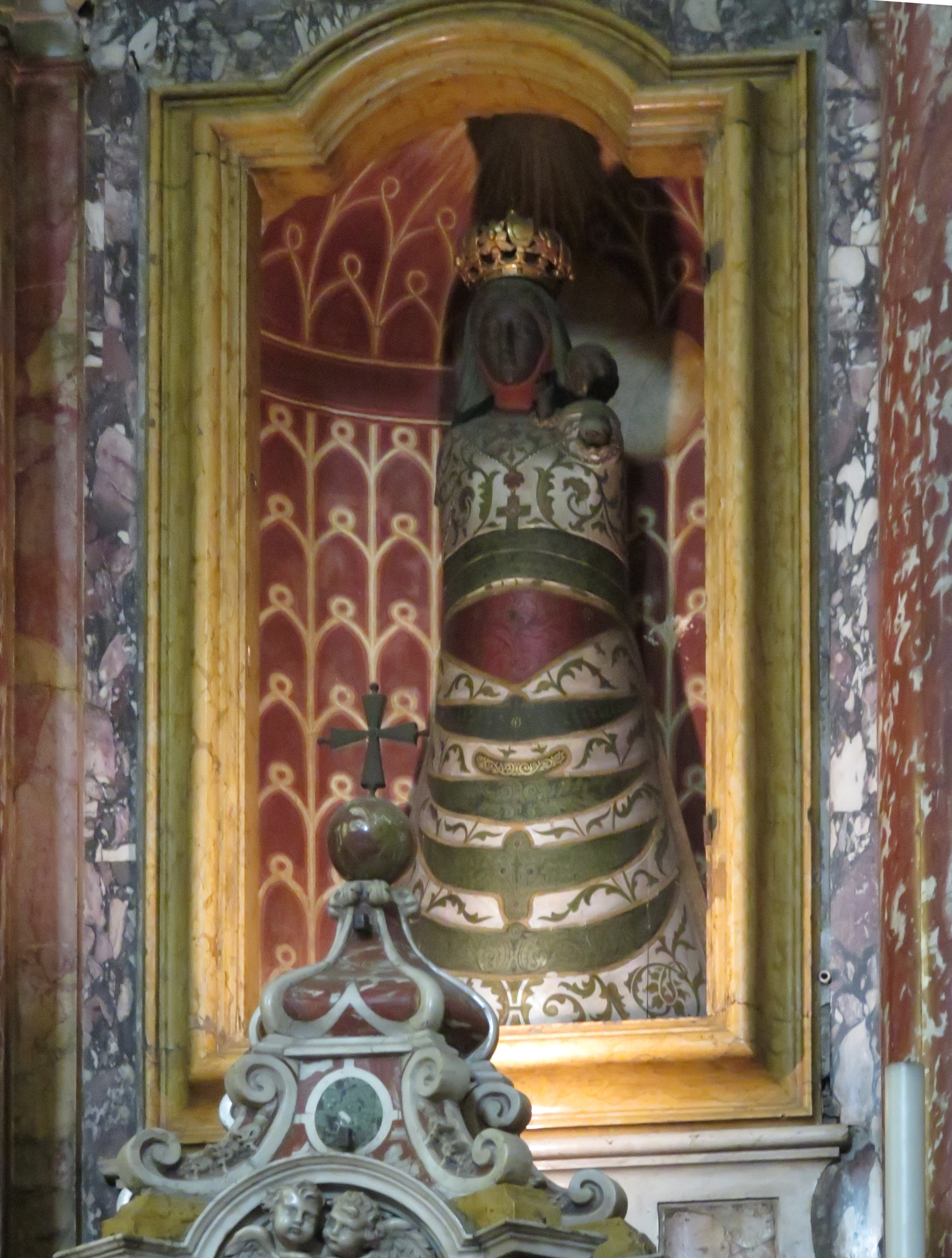
Statua della Vergine lauretana conservata nella chiesa della Beata Maria Vergine di Loreto a Rovereto.

## Descrizione
Come ogni santuario è un luogo considerato sacro. In questo caso specifico non è legato alla presenza di sepolture di santi o particolari reliquie ma è dovuto ad eventi considerati soprannaturali riferiti o dovuti a Maria.

## Santuari in Italia
In Italia ogni regione ha luoghi di culto che si possono definire in tal modo, e tra i principali ci sono.
- Basilica della Santa Casa a Loreto.
- Santuario della Beata Vergine del Rosario di Pompei a Pompei
- Santuario della Beata Maria Vergine di Gulfi a Chiaramonte Gulfi
- Santuario della Madonna della Scala[3] a Massafra
- Basilica di Santa Maria degli Angeli ad Assisi
- Santuario della Madre del Buon Consiglio a Genazzano
- Santuario della Madonna del Divino Amore a Roma
- Santuario di Maria Santissima di Valleverde a Bovino
- Santuario della Madonna di San Luca a Bologna
- Santuario della Madonna delle Grazie di Montenero a Livorno
- Santuario di Nostra Signora della Guardia a Ceranesi
- Santuario di Nostra Signora della Misericordia a Savona
- Santuario della Consolata a Torino
- Santuario di Maria Ausiliatrice a Torino
- Santuario di Nostra Signora di Oropa a Biella
- Santuario della Madonna di Monte Berico a Vicenza
- Santuario della Madonna di Tirano a Tirano
- Santuario della Beata Vergine di Castelmonte a Prepotto
- Santuario di Santa Maria a Dobbiaco[4]
- Santuario di Maria Santissima Addolorata a Pietralba
- Santuario di Barbana a Grado[5]
- Santuario di Santa Maria di Piazza a Busto Arsizio.
- Santuario di Santa Maria del Fonte a Caravaggio
- Santuario della Madonna della Stella a Montefalco
- Basilica di Santa Maria di Collemaggio a L'Aquila
- Basilica santuario di Maria Santissima Addolorata a Castelpetroso
- Santuario della Madonna Incoronata a Foggia
- Basilica santuario di Santa Maria de Finibus Terrae a Santa Maria di Leuca
- Santuario della Madonna Nera del Sacro Monte a Viggiano
- Basilica Santuario di Maria Santissima del Tindari a Tindari
- Santuario Madonna della Sciara a Mascalucia
- Basilica santuario Madonna delle Lacrime a Siracusa
- Santuario di Maria Santissima di Gibilmanna a Cefalù
- Santuario di Nostra Signora di Bonaria a Cagliari
- Santuario di Maria Santissima del Bosco di Niscemi

## Santuari in altri Paesi del mondo
Sono numerosissimi i santuari mariani nel mondo cattolico.

### Africa
- Algeria
  - Basilica di Nostra Signora d'Africa ad Algeri

- Costa d'Avorio
  - Basilica di Nostra Signora della Pace a Yamoussoukro

- Angola
  - Santuario di Nostra Signora della Concezione a Muxima

- Ruanda
  - Santuario di Nostra Signora del Dolore a Kibeho

### America
- Canada
  - Basilica di Notre Dame du Cap a Trois-Rivières

- Stati Uniti
  - Basilica del santuario nazionale dell'Immacolata Concezione a Washington

- Messico
  - Basilica di Nostra Signora di Guadalupe a Città del Messico

- Cuba
  - Santuario di Nostra Signora della Carità a El Cobre

- Honduras
  - Santuario di Nostra Signora di Suyapa a Tegucigalpa

- Nicaragua
  - Santuario di Nostra Signora dell'Immacolata Concezione a El Viejo

- Rep. Dominicana
  - Basilica Cattedrale di Nuestra Señora de la Altagracia a Higüey

- Brasile
  - Basilica di Nostra Signora della Concezione ad Aparecida

- Argentina
  - Basilica di Nostra Signora di Luján a Luján

- Venezuela
  - Santuario di Nostra Signora di Coromoto a Guanare

- Colombia
  - Santuario di Nostra Signora del Rosario a Chiquinquirá

- Uruguay
  - Cattedrale della Vergine dei Trentatré a Florida

- Paraguay
  - Cattedrale di Nostra Signora dei Miracoli a Caacupé

### Asia
- Turchia
  - Casa di Maria a Selçuk

- Libano
  - Santuario di Nostra Signora del Libano ad Harissa

- Israele
  - Basilica dell'Annunciazione a Nazareth
  - Monastero di Stella Maris ad Haifa

- India
  - Basilica di Nostra Signora della Salute a Velankanni

- Sri Lanka
  - Santuario di Nostra Signora a Madhu

- Cina
  - Basilica di Nostra Signora di She Shan a Shanghai

- Vietnam
  - Basilica di Nostra Signora a La Vang

- Filippine
  - Santuario di Nostra Signora di Peñafrancia a Naga
  - Cattedrale di Nostra Signora della Pace e del Buon Viaggio ad Antipolo

- Giappone
  - Santuario di Nostra Signora ad Akita

- Corea del Sud
  - Santuario della Beata Vergine del Rosario a Namyang

### Europa
- Portogallo
  - Santuario di Nostra Signora del Rosario a Fátima

- Spagna
  - Basilica di Nostra Signora del Pilar a Saragozza
  - Monastero di Santa Maria di Montserrat a Monistrol de Montserrat

- Andorra
  - Santuario di Nostra Signora a Meritxell

- Francia
  - Santuario di Nostra Signora di Lourdes a Lourdes
  - Cappella di Nostra Signora delle Grazie della Medaglia miracolosa a Parigi
  - Basilica di Nostra Signora a La Salette
  - Santuario di Nostra Signora a Pontmain

- Belgio
  - Santuario di Nostra Signora dei Poveri a Banneux
  - Santuario di Nostra Signora del Cuore d'oro di Beauraing

- Polonia
  - Santuario di Nostra Signora a Częstochowa
  - Santuario della Passione e della Madonna a Kalwaria Zebrzydowska

- Germania
  - Cappella delle Grazie ad Altötting

- Austria
  - Basilica Santuario della Natività della Beata Vergine Maria a Mariazell

- Svizzera
  - Chiesa abbaziale di Nostra Signora dell'Assunzione e di San Maurizio ad Einsiedeln

- Irlanda

- - Santuario di Nostra Signora a Knock

- Regno Unito
  - Basilica di Nostra Signora a Walsingham

- Malta
  - Santuario di Nostra Signora di Ta' Pinu a Għarb

- Slovenia
  - Basilica di Santa Maria Ausiliatrice a Brezje

- Croazia
  - Santuario della Madonna della Neve a Marija Bistrica

- Slovacchia
  - Basilica dei Sette Dolori della Vergine Maria a Šaštín

- Ucraina
  - Basilica della Madre di Dio a Zarvanytsia

- Romania
  - Basilica di Santa Maria a Șumuleu Ciuc

- Lituania
  - Cappella di Nostra Signora della Porta dell'Aurora a Vilnius

- Lettonia
  - Basilica dell'Assunzione della Beata Vergine Maria ad Aglona

### Oceania
- Australia
  - Cattedrale di Santa Maria a Sydney